# Pester Lloyd
Pester Lloyd – niemieckojęzyczny dziennik internetowy ukazujący się w Budapeszcie. Do 15 maja 2009 był drukowany jako tygodnik. Pester znaczy po niemiecku „peszteński”.
Pester Lloyd ukazywał się od 1854 do 1945 jako dziennik i był do 1918 wiodącym niemieckojęzycznym dziennikiem na Węgrzech. Publikowali w nim wówczas m.in. Theodor Herzl, Max Nordau, Thomas Mann, Stefan Zweig, Joseph Roth, Alfred Polgar, Ferenc Molnár, Dezső Kosztolányi, Egon Erwin Kisch, Bertha von Suttner, Georg Lukacs, Franz Werfel i Felix Salten.
W 1945 r., wraz z końcem wojny, przerwano emisję gazety, by wznowić ją – głównie za sprawą Gottharda B. Schickera – w 1994 jako tygodnik „Der Neue Pester Lloyd”, od 1999 ponownie jako „Pester Lloyd”. Czasopismo to ukazuje się w środy w nakładzie 15 000 egzemplarzy w Budapeszcie. Od czasu wznowienia edycji, pisali dla niego m.in. György Konrád, István Eörsi, László Földényi, Péter Esterházy.
Od 1999 Lloyd ukazuje się z dodatkiem „Budapester Rundschau”, a od 2004 również z „Wiener Lloyd” (w Austrii).